# Andrew Johns
Andrew Johns, född 23 september 1973, är en brittisk friidrottare. Han tävlar i triathlon.
Johns tävlade för första gången i Olympiskt triathlon vid Olympiska sommarspelen 2000. Han var en av de tre brittiska triathlondeltagarna tillsammans med Sian Brice och Michelle Dillon, som inte klarade tävlingen.
Fyra år senare, vid Olympiska sommarspelen 2004 i Aten tävlade Johns igen. Denna gång klarade han påfrästningarna och han fick tiden 1:54.15,87 vilket gav honom sextonde plats.